# Сесилия Монсдоттер
Сесилия Монсдоттер Эка (швед. Cecilia Månsdotter Eka, ок. 1476—1523), также известная как Сесилия Экская, — шведская дворянка. Она была супругой Эрика Юханссона Вазы и матерью короля Швеции Густава I Вазы.

## Биография
Сесилия родилась около 1476 года в Эке (Лиллькирка), ныне расположенной в лене Эребру в Швеции. Она была старшей из двух детей в дворянской семье Сигрид Эскильсдоттер (Банер) и Магнуса Карлссона Эки. Впоследствии её мать снова вышла замуж и стала матерью знаменитой Кристины Юлленшерны, сводной сестры Сесилии. Сесилия Монсдоттер вышла замуж за дворянина Эрика Юханссона Вазу до 1495 года и родила от него восьмерых детей.
В 1520 году сводная сестра Сесилии Кристина защищала Стокгольм от датского вторжения, но была вынуждена сдаться. Сесилия овдовела в 1520 году, её муж был казнён во время Стокгольмской кровавой бани. Она, как и её сводная сестра Кристина Юлленшерна, её мать и дочери, принадлежавшие к шведской знати, оказались в датском плену. Они были доставлены в Данию в 1521 году и заключены в печально известный Блоторн (Голубую башню) в Копенгагенском замке, где она умерла от чумы в 1523 году вместе со своими двумя младшими дочерьми Мартой и Эмерентией.
Король Кристиан обещал Сесилии свободу, если та убедит своего сына Густава подчиниться ему. Она согласилась и действительно вступила в переговоры с сыном и написала ему, но не смогла убедить его. Сесилия умерла в тот же год, когда её сын Густав стал королём новой независимой Швеции, освободившейся от Дании.
Согласно легенде, в действительности Сесилия была казнена королём Дании, который таким образом отомстил её сыну, провозгласившему себя королем Швеции. Король Дании заставил её сшить мешок. После того, как она закончила его, он якобы велел положить её в мешок и бросить в море, где женщина утонула. Однако нет никаких подтверждений тому, что эта легенда верна, хотя женщины, по слухам, содержались в тюрьме в ужасных условиях, в холодных помещениях, с ними жестоко обращались и морили голодом. Способ казни был таким же, каким её мать чуть не казнили во время Стокгольмской кровавой бани. В реальности же считается, что Сесилия умерла от чумы вместе с двумя своими младшими дочерьми.
Её мать, сводная сестра Кристина и старшая дочь Маргарета в конце концов были освобождены и вернулись в Швецию.

## Семья
Сесилия Монсдоттер вышла замуж за Эрика Юханссона Вазу, и у них родилось восемь детей:
1. Густав Эрикссон Ваза (12 мая 1495 — 29 сентября 1560)
  - Густав Эрикссон стал королём Швеции в 1523 году
2. Маргарета Эриксдоттер Ваза (1497 — 31 декабря 1536)
3. Йохан Эрикссон (род. 1499, ум. в юности)
4. Магнус Эрикссон (1501—1529)
5. Анна Эриксдоттер (1503—1545), монахиня в аббатстве Вадстена
6. Биргитта Эриксдоттер (род. 1505, ум. в юности)
7. Марта Эриксдоттер (1507—1523)
8. Эмерентия Эриксдоттер (1507—1523)

Все их дети родились либо в Оркесте, либо в замке Ридбохольм (современный лен Стокгольм), расположенном на юго-востоке Швеции.